# El profesor de Barbiana
El maestro y cura de Barbiana (título original en italiano Don Milani il priore di Barbiana) se trata de la vida y obra del sacerdote y educador italiano, Don Lorenzo Milani (1923-1967) (encarnado por el actor Sergio Castellito), desde sus años de sacerdocio y enseñanza como profesor en la escuela parroquial de Barbiana, hasta su muerte en Florencia, acaecida en 1967.
En esta miniserie de la RAI, muestran el lado humano de don Milani, el hombre detrás del sacerdote-maestro conocido.

## Elenco
- Sergio Castellitto, como don Lorenzo Milani.

- Ilaria Occhini, como la madre de don Milani.
- Roberto Citran, como Adriano Milani.
- Arturo Paglia, como Michele.
- Adelmo Togliani, como Franco.
- Gianna Giachetti, como Eda.
- Evelina Gori, como la abuela.
- Alberto Gimignani, como Maresco.
- Dario D'Ambrosi, como Benito.
- Mauro Marino, como el Profesor Ammannat.
- Mario Valgoi, como Avv. Gatti.
- Bettina Giovannini, como Elena.
- Lorenza Indovina, como Adele Corradi.